# OpenSeaMap
OpenSeaMap est un projet dont l'objectif est de collecter les informations nautiques librement utilisables, et de les coupler à des informations géolocalisées avec le but de créer une carte marine mondiale. Cette carte est disponible sur le site d'OpenSeaMap, et peut également être téléchargée comme carte numérique pour des applications hors-ligne. L'une des principales sources d'informations sont les données issues d'OpenStreetMap.

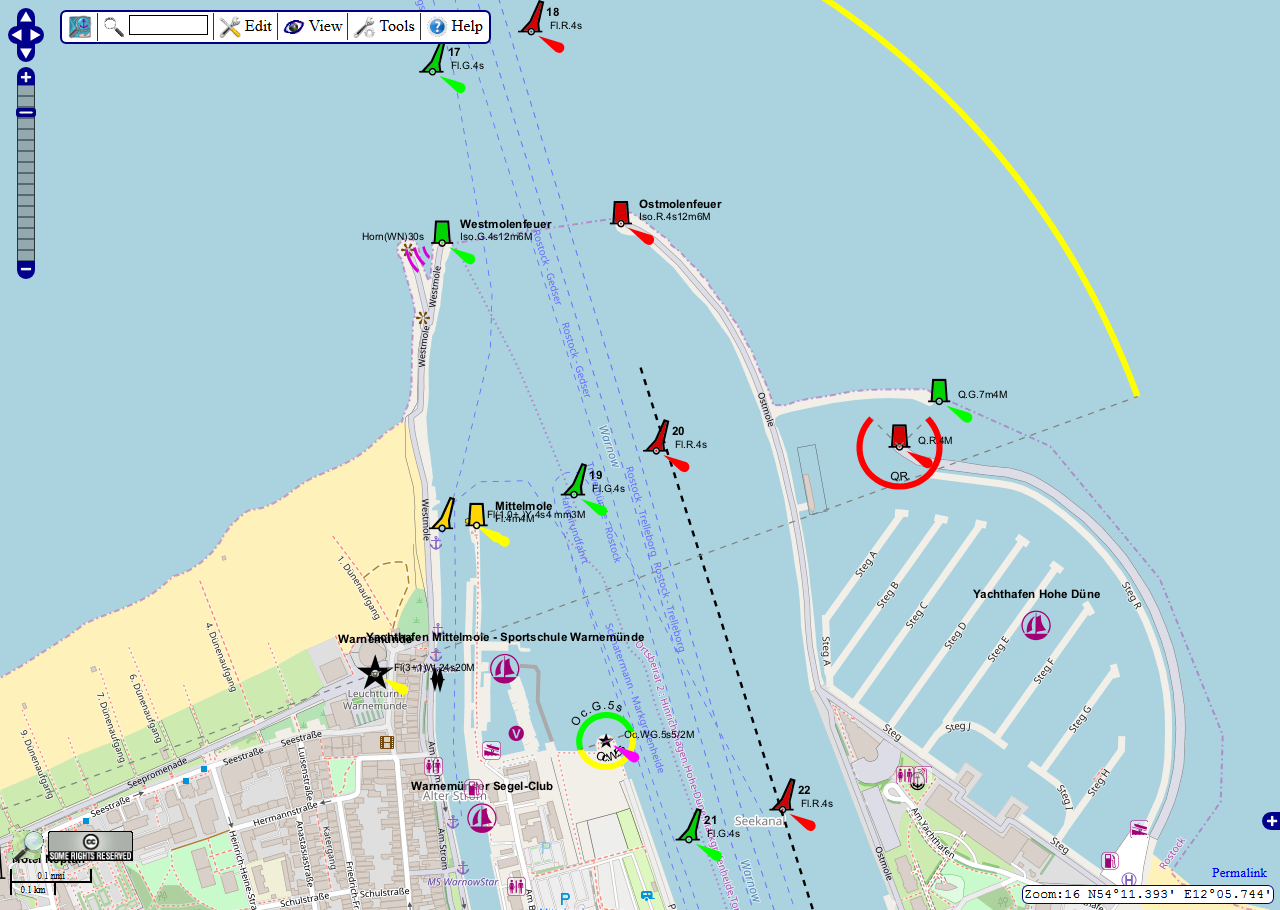
Port de Warnemünde sur OpenSeaMap